# ATP-toernooi van Chicago
Het ATP-toernooi van Chicago  (ook bekend onder de naam Volvo Tennis Chicago) was een tennistoernooi van de ATP-Tour dat van 1987 tot en met 1989 en eenmalig in 1991 plaatsvond op indoor tapijtbanen van het UIC Pavilion (Paviljoen van de University of Illinois, Chicago) in de Amerikaanse stad Chicago.

## Finales

### Enkelspel
| Jaar      | Winnaar           | Verliezend finalist | Score             |
| --------- | ----------------- | ------------------- | ----------------- |
| 1991      | John McEnroe      | Patrick McEnroe     | 3-6, 6-2, 6-4     |
| 1988-1990 | Invitatietoernooi | Invitatietoernooi   | Invitatietoernooi |
| 1987      | Tim Mayotte       | David Pate          | 6-4, 6-2          |
| 1986      | Boris Becker      | Ivan Lendl          | 7-6, 6-3          |
| 1985      | John McEnroe      | Jimmy Connors       | Walk-over         |

### Dubbelspel
| Jaar      | Winnaars                           | Verliezend finalisten            | Score                   |
| --------- | ---------------------------------- | -------------------------------- | ----------------------- |
| 1991      | Scott Davis David Pate             | Grant Connell Glenn Michibata    | 6-4, 5-7, 7-6           |
| 1988-1990 | Invitatietoernooi                  | Invitatietoernooi                | Invitatietoernooi       |
| 1987      | Paul Annacone Christo Van Rensburg | Mike De Palmer Gary Donnelly     | 6-3, 7-6                |
| 1986      | Ken Flach Robert Seguso            | Eddie Edwards Francisco González | 6-0, 7-5                |
| 1985      | Johan Kriek Yannick Noah           | Ken Flach Robert Seguso          | 3-6, 4-6, 7-5, 6-1, 6-4 |

ITF-toernooien (mannen en vrouwen)

ATP-toernooien (mannen) – ATP-seizoen 2025

WTA-toernooien (vrouwen) – WTA-seizoen 2025

Voormalige toernooien mannen
Voormalige toernooien vrouwen
Voormalige amateurtoernooien